# Hakoah Hallein
Der Fußballklub Hakoah Hallein wurde im Jahr 1950 von jüdischen Heimatlosen aus dem DP-Lager „Beth Israel“ in der Tennengauer Bezirkshauptstadt Hallein gegründet. Die Mannschaft setzte sich ausschließlich aus Spielern des nahe Hallein, auf Gemeindegebiet von Puch, errichteten Flüchtlingslagers zusammen. 
Trainiert wurde die Mannschaft von Heinrich Schönfeld, einem ehemaligen Erstligakicker von Hakoah Wien, der 1926 in die Vereinigten Staaten auswanderte. Die Halleiner Hakoah war Mitglied des Salzburger Fußballverbandes und wurde offiziell bei der FIFA registriert. Bis 1954 spielte die Mannschaft in mehreren freundschaftlichen Begegnungen gegen Salzburger Amateurvereine und sogar gegen Zweitligavereine aus der Bundeshauptstadt Wien. Nachdem die sogenannten Displaced Persons nach und nach weiterzogen, um sich, vorwiegend im Ausland, wieder eine Existenz aufzubauen, musste der Verein 1954 wieder aufgelöst werden. Trotz ihres kurzen Bestehens und der Tatsache, dass der Verein nie an einer offiziellen Meisterschaft teilnahm, stellt die Halleiner Hakoah die Besonderheit des einzigen jüdischen Fußballvereins in der Geschichte des Bundeslandes Salzburg dar.